# رفيق حاج يحيى
رفيق حاج يحيى ((بالعبرية: רפיק חאג'-יחיא)، 3 سبتمبر 1949 – 16 أبريل 2000) سياسي عربي إسرائيلي شغل منصب عضو في الكنيست عن حزب العمل وحزب أمة واحدة ‏ بين مارس 1998 ويونيو 1999.

## السيرة الذاتية
ولد حاج يحيى في الطيبة وحصل على درجة البكالوريوس في اللغة العبرية والتعليم من جامعة بار إيلان، قبل أن يتدرب ليصبح مدرسًا في مدرسة حيفا، ثم عمل مدرسًا في مدرسة ثانوية زراعية في مسقط رأسه بين عامي 1971 و1980، ثم بدأ العمل كمراسل تلفزيوني بين عامي 1981 و1988. أصبح عضوًا في المجلس المحلي للطيبة وأصبح أول عمدة للبلدة عام 1989، كما شغل منصب نائب رئيس اللجنة الوطنية للسلطات المحلية العربية واتحاد السلطات المحلية في إسرائيل.
على الرغم من أنه غاب عن الكنيست في انتخابات عام 1996 بعد فوزه بمقعد عن قائمة الحزب، دخل حاج يحيى إلى الكنيست في 28 مارس 1998 كبديل عن موشيه شاحال، واستقال من منصبه كعمدة لبلدية طيبة على إثر ذلك. انفصل يحيى وعمير بيرتز وأديسو ماسالا ‏ عن حزب العمل في 25 مارس 1999 من أجل تشكيل حزب أمة واحدة. فقد مقعده في انتخابات عام 1999 وتوفي في العام التالي عن عمر يناهز الخمسين.

## وصلات خارجية
- رفيق حاج يحيى على الموقع الإلكتروني للكنيست